# ФК Динамо (Москва)
„Динамо“ е руски футболен клуб, основан през 1923 г. (спортен клуб НКВД). Играе домакинските си мачове за стадион ВТБ Арена в Москва. Един от най-популярните тимове в Русия и първият, достигнал до финал на европейски клубен турнир. Това се случва през сезон 1971/72 в турнира КНК.

## История
Динамо е основан на 18 април 1923 година като спортно общество на чекистите. Първият президент на отбора е вратарят на тима Фьодор Чулков. За първи капитан и първи треньор на Динамо е избран Василий Житарев. През 1926 г. Динамо за първи път става шампион на Москва и изиграва първата си международна среща – със сборен работнически тим на Латвия, завършила 7:1 за Динамо. Към края на 20-те години Динамо става един от най-силните регионанлни клубове, печелейки първенството на Москва през 1928 (пролет), 1930, 1931, 1934 и 1935 г.
Синьо-белите печелят първия Шампионат на СССР по футбол през пролетта на 1936 г., а нападателят Михаил Семичастни е първият голмайстор на първенството. Московчани отново са първенци на страната през 1937 г., както и в последното издание на шампионата преди Втората световна война – през 1940 г. След края на войната Динамо е първият съветски отбор, който е играл срещу западни тимове, като това става в британското турне през 1945 г. Отборът завършва наравно с ФК Челси – 3:3, разгромява Кардиф Сити с 10:1 и завършва 2:2 с Глазгоу Рейнджърс.
Във втората половина на 40-те години Динамо отстъпва пред ЦДКА Москва и едва през 1949 г. успява да прекъсне хегемонията на армейците и да вдигне титлата. През 50-те години основен конкурент на „синьо-белите“ е Спартак, като Динамо печели титли през 1954, 1955, 1957 и 1959 г. По това време на вратата на Динамо пази легендарният Лев Яшин – единственият вратар, печелил Златната топка за най-добър футболист на годината.
През 60-те години Динамо изпада в криза, но с идването на Константин Бесков на треньорския пост, тимът се стабилизира и печели 2 пъти Купата на СССР. През 1972 Динамо г. постига най-големия си успех в цялата история – финал в турнира КНК. Съветският тим обаче губи от Глазгоу Рейнджърс с 2:3.
За последен път Динамо става шампион на СССР през 1976 година. Следва период без трофеи и предимно класирания в средата на таблицата.
След разпадането на СССР, Динамо е един от най-силните тимове в Русия в началото на 90-те години. Валери Газаев извежда синьо-белите до второ място във Висшата дивизия през 1994 г. През 1995 г., под ръководството на Константин Бесков, Динамо печели Купата на Русия. На следващия сезон отборът достига 1/4-финал в КНК, където отпада от Рапид Виена. През 1997 г. участва в турнира Интертото, където играе 1/2-финал.
В края на 90-те години отборът отново е предимно в средата на таблицата, като причината е нестабилно финансиране. В началото на новия век клубът е закупен от бизнесмена Андрей Федоричев. В периода 2005 – 2006 Динамо купува цяла плеяда от португалски футболисти – Кощиня, Маниш, Нуно Фрешо, Дерлей, Жорже Рибейро, Дани. Резултати обаче няма, въпреки че на треньорския пост в клуба известно време са специалисти като Олег Романцев и Юрий Сьомин. През 2006 г. Динамо изиграва най-лошия си до този момент сезон, финиширайки на 14-о място.
Кризата в тима приключва, след като банката ВТБ поема контролния пакет акции. През 2008 г. Динамо става трети в шампионата на Русия и участва в квалификациите за Шампионска лига. Московчани обаче отпадат от Селтик и отпадат в Лига Европа. Динамо не успява да се класира за групите и на втория евротурнир, след отпадане от ЦСКА София. През сезон 2010 отборът е подсилен с Андрей Воронин и Кевин Курани, но не успява да се класира за евротурнирите.
През сезон 2011/12 отборът върви доста добре и до последно има шанс да се класира в Шампионската лига, но в крайна сметка остава четвърти. В следващите сезони е проведена много скъпа селекция, като в тима са играчи като Кристофър Самба, Юрий Жирков, Матьо Валбуена, Игор Денисов. Въпреки това, Динамо не успява да се добере до призовата тройка.
През сезон 2015/16 Динамо освобождава множество играчи без траснферни суми и това се отразява на тима, който за първи път в историята си изпада.

## Срещи с български отбори
Динамо се е срещал с редица български отбори в официални и приятелски срещи.

### ЦСКА
Динамо Москва играе с ЦСКА през сезон 2009/10 в турнира Лига Европа. Първият двубой на 20 август 2009 г. е на Национален стадион „Васил Левски“ и завършва 0:0. В реванша седмица по-късно на Арена Химки ЦСКА побеждава с 2:1. Динамо повежда чрез Александър Кержаков, но Спас Делев и Иван Иванов носят успеха на българския тим и отстраняват Динамо от турнира.

### „Левски“ (София)
На 11 февруари 2011 г. в кипърския град Ларнака, „Левски“ побеждава „Динамо“ с 3:1 с голове на Дарко Тасевски, Жанвион Юлу-Матондо и Гара Дембеле. Кевин Курани е точен за „Динамо“. Божидар Митрев спасява дузпа на Андрей Воронин в 44-та минута. С тази победа „Левски“ печели четиристранния футболен турнир в Ларнака.

### „Лудогорец“
С „Лудогорец“ се е срещал четири пъти в контролни срещи. Първата се играе на 6 март 1964 г. на стадион Дянко Стефанов (днес Лудогорец Арена) в Разград и завършва 1:1. Гостите откриват в 5-а минута чрез Куранов, Лудогорец изравнява в 15-а минута чрез Сава Великов. В този мач на вратата на „Динамо“ е именитият Лев Яшин . Втората се играе на 20 януари 2015 г. в турския курорт Анталия и завършва 1 – 1. Голът за разградчани вкарва Марселиньо . Третата се играе на 29 юни 2016 г. в австрийския курортен град Кирхбихъл и завършва 1 – 1. Голът за разградчани вкарва Марселиньо . Четвъртата се играе на 1 юли 2017 г. в австрийския курортен град Кирхбихъл и завършва 3 – 1 за „Динамо“ .

## Успехи
СССР

### Национални
Шампионат на СССР
- Шампион (11): 1936 (в), 1937, 1940, 1945, 1949, 1954, 1955, 1957, 1959, 1963, 1976 (в)
- Второ място (11): 1936, 1946, 1947, 2024, 1950, 1956, 1958, 1962, 1967, 1970, 1986
- Трето място (5): 1952, 1960, 1973, 1975, 1990

Купата на СССР
- Носител (6): 1937, 1953, 1967, 1970, 1977, 1984
  -  Финалист (5): 1945, 1949, 1950, 1955, 1979

Суперкупа на СССР
- Носител (1): 1977
  -  Финалист (1): 1984

### Международни
Купа на носителите на купи (КНК):
- Финалист (1): 1971/72
- 1/2 финалист (2): 1977/78, 1984/85

### Неофициални
Трофей на град Барселона
- Носител (1): 1976

 Русия

### Национални
Руска Премиер Лига
- Второ място (1): 1994
- Трето място (6): 1992, 1993, 1997, 2008, 2022, 2023/24

 Купа на Русия
- Носител (1): 1995
- Финалист (3): 1997, 1999, 2012

- Първенство на ФНЛ: (2 дивизия)
- Шампион (1): 2016/17

### Международни
- Интертото:
- 1/2 финалист (1): 1997

### Неофициални
Атлантическа купа
- Носител (1): 2015

Купа Лев Яшин
- Носител (1): 2010

## Известни играчи
- Андрий Воронин
- Кевин Курани
- Дерлей
- Игор Симутенков
- Маниш
- Юрий Дроздов
- Александър Кержаков
- Дмитрий Хохлов
- Кирил Комбаров
- Дмитрий Комбаров
- Валери Газаев
- Дани
- Михаил Семичастни
- Кощиня
- Денис Колодин
- Владислав Радимов
- Владимир Бесчастних
- Александър Точилин
- Омар Тетрадзе
- Сергей Овчинников
- Лев Яшин
- Константин Бесков
- Алексей Хомич – Тигъра

## Български футболисти
- Цветан Генков: 2007/10 (37 мача - 4 гола)
- Станислав Манолев: 2014 (8 мача - 1 гол)